# 莲池镇
连池乡，是中华人民共和国河南省周口市沈丘县下辖的一个乡镇级行政单位。

## 行政区划
连池乡下辖以下地区：
莲三村、莲二村、莲一村、韩营村、大郑营村、小郑营村、文殊村、胡庄村、吴楼村、牛营村、吴岗村、西王庄村、魏营村、鲁庄村、常吕村、王岭村、薛岭村、刘八庄村、胡楼村、邹营村、邹新庄村、管庄村、童庄村、田营村、耿楼村和杨庄村。